# Dołgorukowo (obwód królewiecki)
Dołgorukowo (ros. Долгоруково) – osiedle w Rosji, w obwodzie królewieckim, w rejonie bagrationowskim. W 2010 liczyło 2805 mieszkańców.
W miejscowości znajdowała się północna część niemieckiego obozu jenieckiego Stalag I A, którego południowa część znajdowała się w Kamińsku. Obóz został założony 6 września 1939 r., podczas niemieckiej inwazji na Polskę na początku II wojny światowej. Początkowo przetrzymywano w nim jeńców polskich, następnie także francuskich i belgijskich od 1940, sowieckich od 1941, włoskich od 1943, a ponadto w mniejszych liczbach jeńców brytyjskich i serbskich. W styczniu 1945 jeńcy zostali wysłani na marsz śmierci w kierunku zachodnim, a około 240 sowieckich, polskich i francuskich jeńców niezdolnych do marszu pozostawiono w obozie.
We wsi znajduje się międzynarodowy cmentarz jeńców niemieckiego obozu jenieckiego Stalag I A, w tym Polaków.